# Stazione di Friburgo in Brisgovia Centrale
La stazione di Friburgo in Brisgovia Centrale (in tedesco Freiburg (Breisgau) Hbf) è la principale stazione ferroviaria della città tedesca di Friburgo in Brisgovia.